# Кокосовий в'юрок
Коко́совий в'юро́к (Pinaroloxias inornata) — вид птахів, ендемік острова Косос біля узбережжя Коста-Рики, єдиний вид в'юрків Дарвіна, що не водиться на Галапагоських островах, та єдиний вид свого роду. Хоча раніше птаха інколи класифікували до родини Emberizidae, зараз його відносять до родини Thraupidae. Це птах невеликого розміру (12 см завдовжки і вагою близько 12,5 г), з чорним прямим дзьобом. Самці цілком чорні, самки бурі, світліші знизу. Молоді птахи мають подібні кольори, проте їх дзьоби жовті.
Кокосовий в'юрок мешкає у всіх типах навколишнього середовища острова. Вид знаходиться під загрозою через поширення на острові інтродукованих видів та маленький ареал.